# سوق القرانة

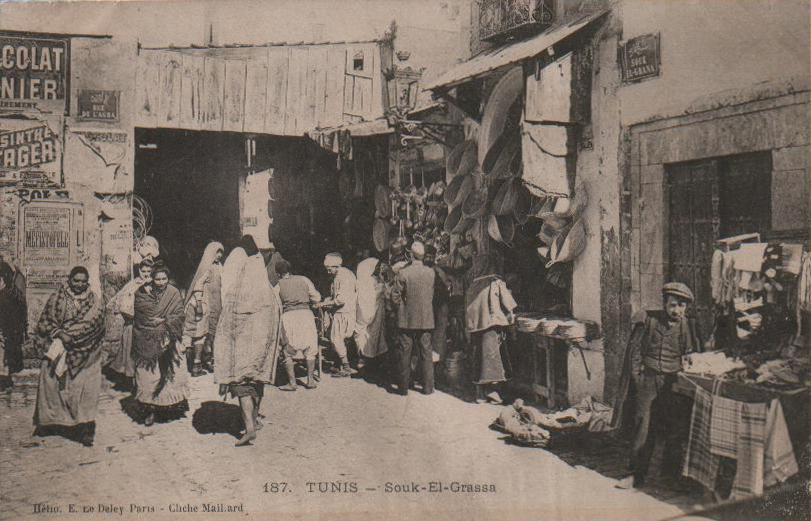
صورة قديمة لسوق القرانة

سوق القرانة هي إحدى أسواق مدينة تونس.  سميت بهذا الاسم نسبة إلى يهود القرانة،  الذين  اطردوا من إسبانيا والبرتغال. و  استقروا في مرحلة أولى في إيطاليا في مدينة قرنة ليفورنو  حيث مكنهم الدوق الكبير فرديناند الثاني من تسهيلات لتعاطي الأنشطة الاقتصادية والتجارية، ثم  هاجروا   تونس  عند موت الدوق في القرن السابع عشر ميلادي فسكنوا بحي «الحارة» وتعاطوا التجارة بسوق القرانة (جمع قرني). 

## الموقع

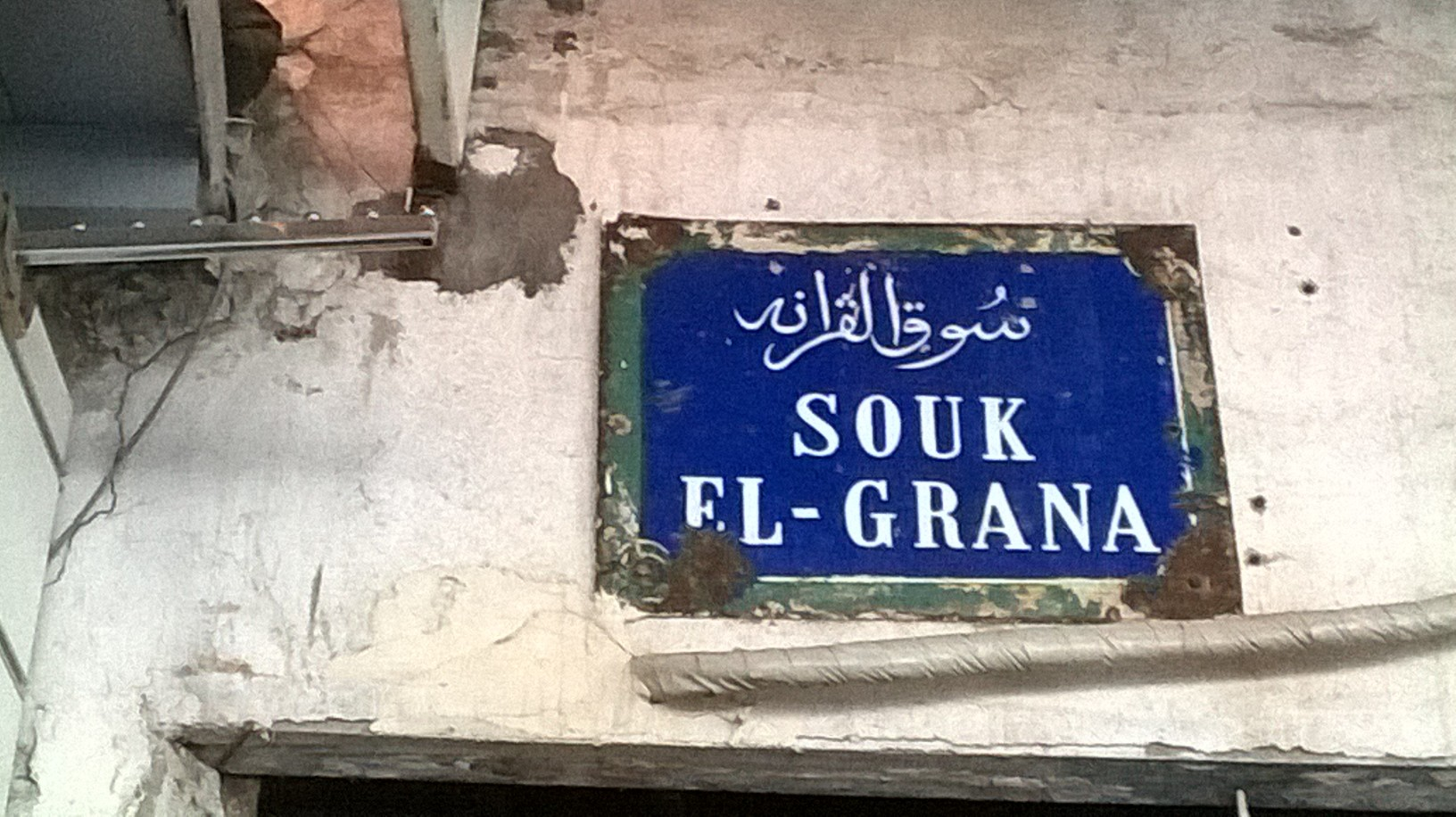
لوحة جدارية تحمل اسم سوق القرانة

توجد السوق في الضاحية الشمالية لمدينة تونس، ضمن حدود منطقة باب سويقة وقريبا من زاويةسيدي محرز وجامع محمد بأي المرادي والذي يسميه سكان المدينة أيضا بجامع سيدي محرز.

## تاريخها
يعود تاريخ تأسيس السوق إلى ما قبل قدوم يهود القرانة، ولكن وكباقي أسواق المدينة، شهدت السوق تطورا ملحوظا إثر قدومهم.إذ ومنذ بداية القرن السابع عشر، شهدت   تونس وفود عدد هام منهم، واستقرارهم في حي الحارة بالمدينة. ونظرا إلى أن عددا كبيرا منهم كانوا مصرفيين أو تجارا فقد اشتغلوا بهذا السوق وأصبحوا من خلاله يسيطرون على التجارة مع مدينة ليفورنو.
ساهم وجودهم في إضفاء حركية كبيرة على منطقة باب سويقة.حيث لعبوا دورا هاما في تجارة التفصيل وتحويل سوق القرانة إلى مركز اقتصادي.كانوا يصدرون: المنتجات المتأتية من الزراعة، تربية المواشبي والحرف التقليدية كالأغطية الصوفية، الشاشية، وحتى المنتجات التي يتم جلبها عن طريق القوافل التجارية كريش النعام والعاج الخ...
في المقابل، كانوا يستوردون المواد الأولية كالتوابل، السكر، القصدير، والمنتجات الصناعية كالأغطية والحرير والأقمشة الفاخرة.

## التطور
شهدت السوق مع قدوم يهود القرانة  تطورا مهما ومرحلة جديدة في تاريخها. تم تجديدها مع كل سوق سيدي محرز في القرن السابع عشر. يكون مع هذا الأخير ومع سوق الحوت مركزا يضم مختلف الحرف والأنشطة التجارية.
هذا السوق لا يزال نشاطها في مجال بيع البضائع المختلفة: المفروشات، والحرير، والأقمشة والملابس الجاهزة والصناعات اليدوية.